# Brettus anchorum
Brettus anchorum is een spinnensoort in de taxonomische indeling van de springspinnen (Salticidae).
Het dier behoort tot het geslacht Brettus. De wetenschappelijke naam van de soort werd voor het eerst geldig gepubliceerd in 1979 door Fred R. Wanless.